# 珍妮弗·韦斯特费尔特
珍妮弗·韦斯特费尔特（英語：Jennifer Westfeldt，1970年2月2日—），女，美国演员、编剧、导演、制片人。曾获得卫星奖最佳女主角。